# Slowakije op de Olympische Jeugdwinterspelen 2012
Slowakije was een van de landen die deelnam aan de Olympische Jeugdwinterspelen 2012 in Innsbruck, Oostenrijk.

## Medailleoverzicht
| Sport       | Olympiër     | Onderdeel  | Medaille |
| ----------- | ------------ | ---------- | -------- |
| Alpineskiën | Petra Vlhova | slalom (v) | Goud     |

## Deelnemers en resultaten
(m) = mannen, (v) = vrouwen 

### Alpineskiën
| Olympiër     | Onderdeel           | Resultaat | Prestatie                        |
| ------------ | ------------------- | --------- | -------------------------------- |
| Roman Murin  | super g (m)         | 18e       | 1.07,01 (+2,56)                  |
| Roman Murin  | supercombinatie (m) | -         | - (-) (1.05,37, DNF)             |
| Roman Murin  | reuzenslalom (m)    | -         | - (-) (1.00,67, DNF)             |
|              |                     |           |                                  |
| Petra Vlhova | super g (v)         | 9e        | 1.06,86 (+1,08)                  |
| Petra Vlhova | supercombinatie (v) | 4e        | 1.42,22 (+1,40) (1.06,71, 35,51) |
| Petra Vlhova | reuzenslalom (v)    | 4e        | 1.56,51 (+0,38) (57,35, 59,16)   |
| Petra Vlhova | slalom (v)          | Goud      | 1.19,76 (-) (40,71, 39,05)       |

### Biatlon
| Olympiër                                                          | Onderdeel                 | Resultaat | Prestatie                                                                                               |
| ----------------------------------------------------------------- | ------------------------- | --------- | --- |
| Ondrej Kosztolanyi                                                | 7,5 km sprint (m)         | 41e       | 22.48,5 (+3.26,8) pen.: 4 (3+1)                                                                         |
| Ondrej Kosztolanyi                                                | 10 km achtervolging (m)   | 36e       | +6.09,1 pen.: 6 (1+1+2+2)                                                                               |
| Peter Oravec                                                      | 7,5 km sprint (m)         | 44e       | 23.48,0 (+4.26,3) pen.: 5 (3+2)                                                                         |
| Peter Oravec                                                      | 10 km achtervolging (m)   | 44e       | +9.39,0 pen.: 9 (1+1+3+4)                                                                               |
|                                                                   |                           |           | |
| Ivona Fialkova                                                    | 6 km sprint (v)           | 10e       | 18.47,2 (+1.19,5) pen.: 1 (0+1)                                                                         |
| Ivona Fialkova                                                    | 7,5 km achtervolging (v)  | 20e       | +6.27,4 pen.:10 (1+2+5+2)                                                                               |
| Nikola Lapinova                                                   | 6 km sprint (v)           | 42e       | 21.57,3 (+4.29,6) pen.: 5 (2+3)                                                                         |
| Nikola Lapinova                                                   | 7,5 km achtervolging (v)  | 39e       | +11.05,8 pen.:10 (4+3+1+2)                                                                              |
| Ivona Fialkova Nikola Lapinova Ondrej Kosztolanyi Peter Oravec    | gemengde estafette        | 17e       | 1:24.42,9 (+13.36,1) (4+7 7+10) 20.03,7 (2+3 2+3) 21.20,8 (2+3 1+3) 20.29,4 (0+1 0+1) 22.49,0 (0+0 4+3) |
| Ivona Fialkova Barbora Klementova Ondrej Kosztolanyi Andrej Segec | biatlon/langlaufestafette | 17e       | 1:10.14,7 (1+10) 22.20,5 (0+1 1+3) 10.55,5 24.20,8 (0+3 0+3) 12.37,9                                    |

### IJshockey
| Olympiër | Onderdeel       | Resultaat | Prestatie                                                            |
| --- | --------------- | --------- | -------------------------------------------------------------------- |
| Viktoria Frankovicova Maria Hudecova Nikola Kaliska Romana Kiapesova Jana Kubalikova Zuzana Kubalikova Lubica Levcikova Katarina Luptakova Martina Matiskova Diana Papesova Maria Rajtarova Nikola Rezankova Lubica Stofankova Julia Svagerkova Dominika Takacova Miroslava Vavakova Silvia Vajtkova | meisjestoernooi | 5e        | Voorronde 0-09 Oostenrijk 0-08 Duitsland 1-02 Kazachstan 0-12 Zweden |

### Langlaufen
| Olympiër                                                          | Onderdeel                 | Resultaat | Prestatie                                                            |
| ----------------------------------------------------------------- | ------------------------- | --------- | -------------------------------------------------------------------- |
| Andrej Segec                                                      | 10 km klassiek (m)        | 27e       | 32.44,5 (+3.15,7)                                                    |
| Andrej Segec                                                      | sprint (m)                | 14e       | kwartfinale                                                          |
|                                                                   |                           |           |                                                                      |
| Barbora Klementova                                                | 5 km klassiek (v)         | 12e       | 16.16,5 (+1.58,5)                                                    |
| Barbora Klementova                                                | sprint (v)                | 14e       | kwartfinale                                                          |
|                                                                   |                           |           |                                                                      |
| Ivona Fialkova Barbora Klementova Ondrej Kosztolanyi Andrej Segec | biatlon/langlaufestafette | 17e       | 1:10.14,7 (1+10) 22.20,5 (0+1 1+3) 10.55,5 24.20,8 (0+3 0+3) 12.37,9 |

### Rodelen
| Olympiër                                                                      | Onderdeel    | Resultaat | Prestatie                                    |
| ----------------------------------------------------------------------------- | ------------ | --------- | -------------------------------------------- |
| Jozef Petrulak                                                                | enkel (m)    | 18e       | 1.21,211 (+1,608) (40,718; 40,849)           |
| Jozef Cikovsky / Patrik Tomasko                                               | dubbel (m)   | 05e       | 1.25,948 (+0,754) (42,930; 43,018)           |
|                                                                               |              |           |                                              |
| Team Slowakije Nikola Drajnova Jozef Petrulak Jozef Cikovsky / Patrik Tomasko | gemengd team | 09e       | 2.21,276 (+2,966) 2.45,969 2.47,911 2.47,396 |
|                                                                               |              |           |                                              |
| Nikola Drajnova                                                               | enkel (v)    | 19e       | 1.22,900 (+2,703) (41,574; 41,326)           |
| Tatiana Zifcakova                                                             | enkel (v)    | 17e       | 1.22,807 (+2,610) (41,080; 41,727)           |